# Eclipse lunar de septiembre de 2016
| Eclipse penumbral de luna 16 de septiembre de 2016                         | Eclipse penumbral de luna 16 de septiembre de 2016 |
| -------------------------------------------------------------------------- | -------------------------------------------------- |
| Previo                                                                     | Eclipse \| Eclipse total \| Saros                  |
| Posterior                                                                  | Eclipse \| Eclipse total \| Saros                  |
| Eclipse lunar visto en Oria, Italia, 18:54 UTC.                            |                                                    |
| La Luna pasando de derecha a izquierda a través de la sombra de la Tierra. |                                                    |
| Saros                                                                      | 147 (8 de 70)                                      |
| Duración (h:min:s)                                                         |                                                    |
| Penumbra                                                                   | 18:55:27                                           |
| Contactos                                                                  |                                                    |
| P1                                                                         | 16:55:48 UTC                                       |
| Máximo                                                                     | 18:54:16 UTC                                       |
| P4                                                                         | 20:55:06 UTC                                       |

Un eclipse lunar penumbral ocurrió el 16 de septiembre de 2016, el segundo de los dos eclipses lunares penumbrales de 2016, aproximadamente 1,8 días antes del perigeo (el 18 de septiembre de 2016, a las 13:00 UTC). El eclipse ocurrió en el nodo descendente de la órbita de la Luna.

## Visualización
El eclipse fue completamente visible sobre el este de África, el este de Europa, Asia y el oeste de Australia, se vio elevarse sobre el oeste de África y Europa occidental y ponerse sobre el este de Australia y el oeste del Océano Pacífico.

### Mapa
El siguiente mapa muestra las regiones desde las cuales son posibles ver el eclipse. En gris, las zonas que no observarán el eclipse; en blanco, las que si son visibles; y en celeste, las regiones que pueden ser vistos el eclipse durante en la salida o la puesta de la luna.

### Perspectiva de la Luna
| Ésta simulación muestra la perspectiva desde la Luna al momento máximo del eclipse. El fenómeno será visible completamente sobre Europa, Asia, África y Australia. |

## Galería
Progresión vista desde Primorsko, Bulgaria.

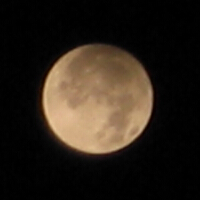
Hefei, China, 18:03 UTC
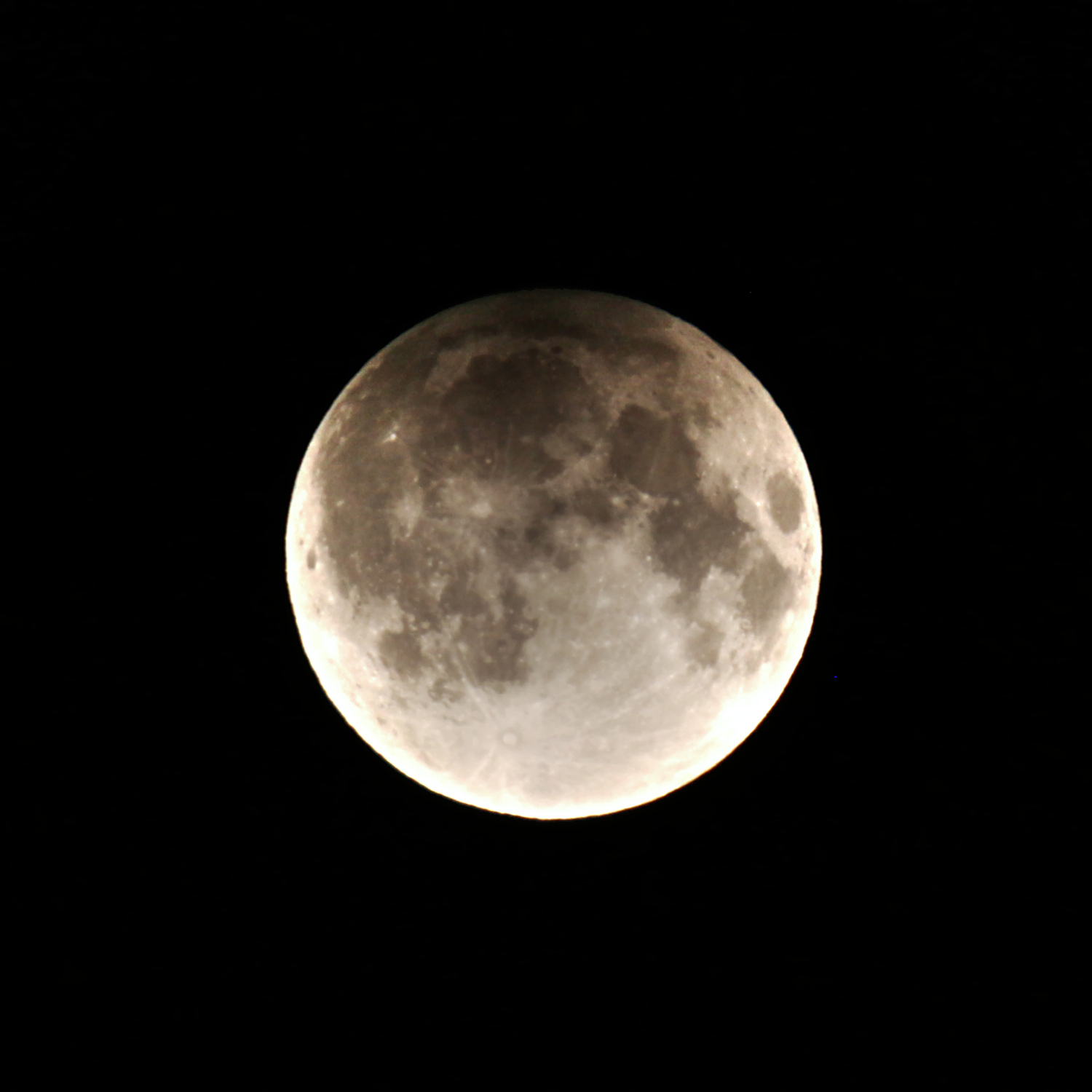
Huittinen, Finlandia, 18:51 UTC
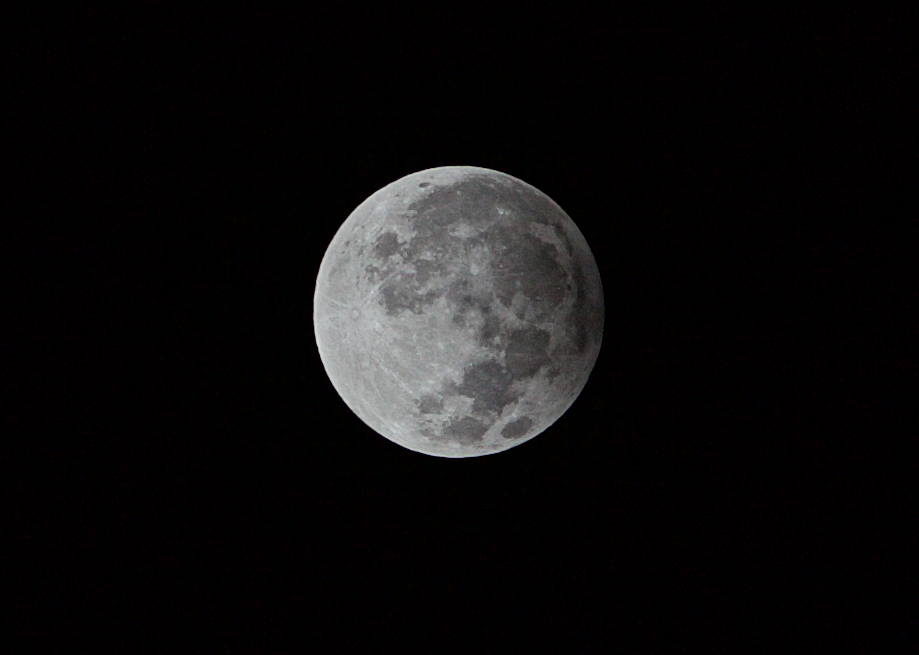
Hong Kong, 19:00 UTC
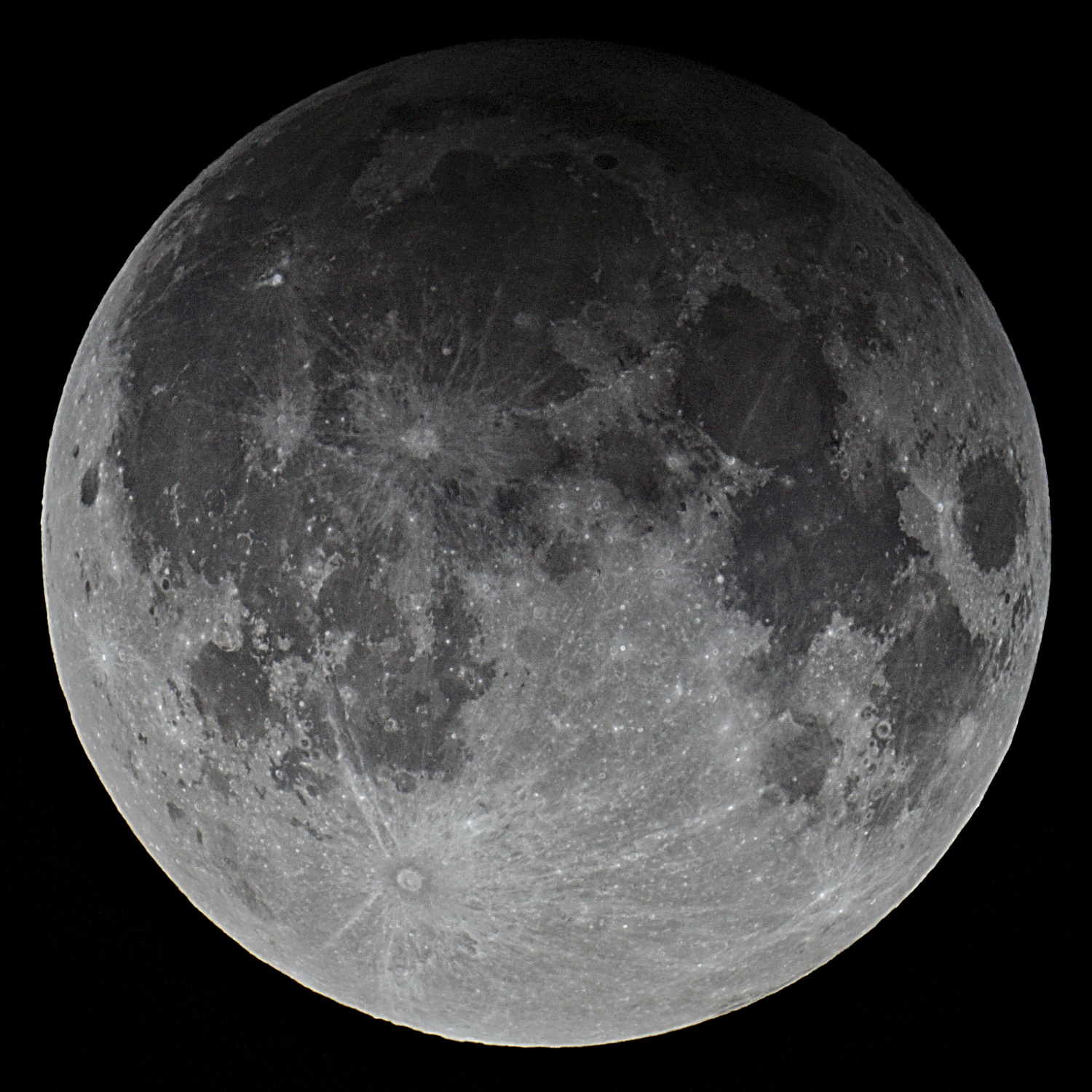
Rabka-Zdrój, Polonia, 19:09 UTC
Belfort, Francia, imágenes combinadas
Progresión desde Belfort, Francia
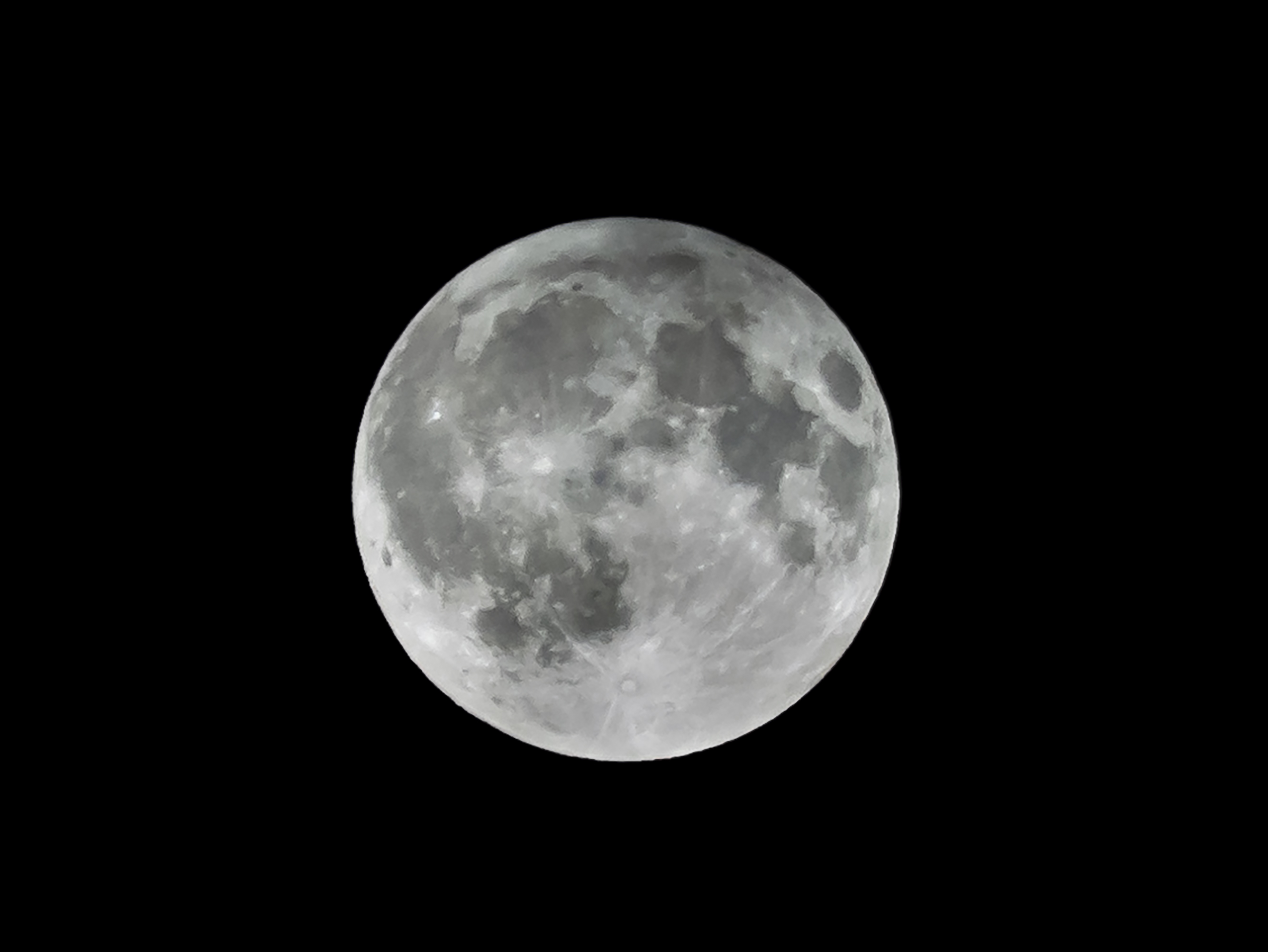
Helmshore, Inglaterra, 20:04 UTC